# Fléac-sur-Seugne
Fléac-sur-Seugne – miejscowość i gmina we Francji, w regionie Nowa Akwitania, w departamencie Charente-Maritime.
Według danych na rok 1990 gminę zamieszkiwało 340 osób, a gęstość zaludnienia wynosiła 41 osób/km² (wśród 1467 gmin regionu Poitou-Charentes Fléac-sur-Seugne plasuje się na 679. miejscu pod względem liczby ludności, natomiast pod względem powierzchni na miejscu 924.).